# Cymbidium canaliculatum
Cymbidium canaliculatum är en orkidéart som beskrevs av Robert Brown. Cymbidium canaliculatum ingår i släktet Cymbidium, och familjen orkidéer. Inga underarter finns listade i Catalogue of Life.

## Bildgalleri

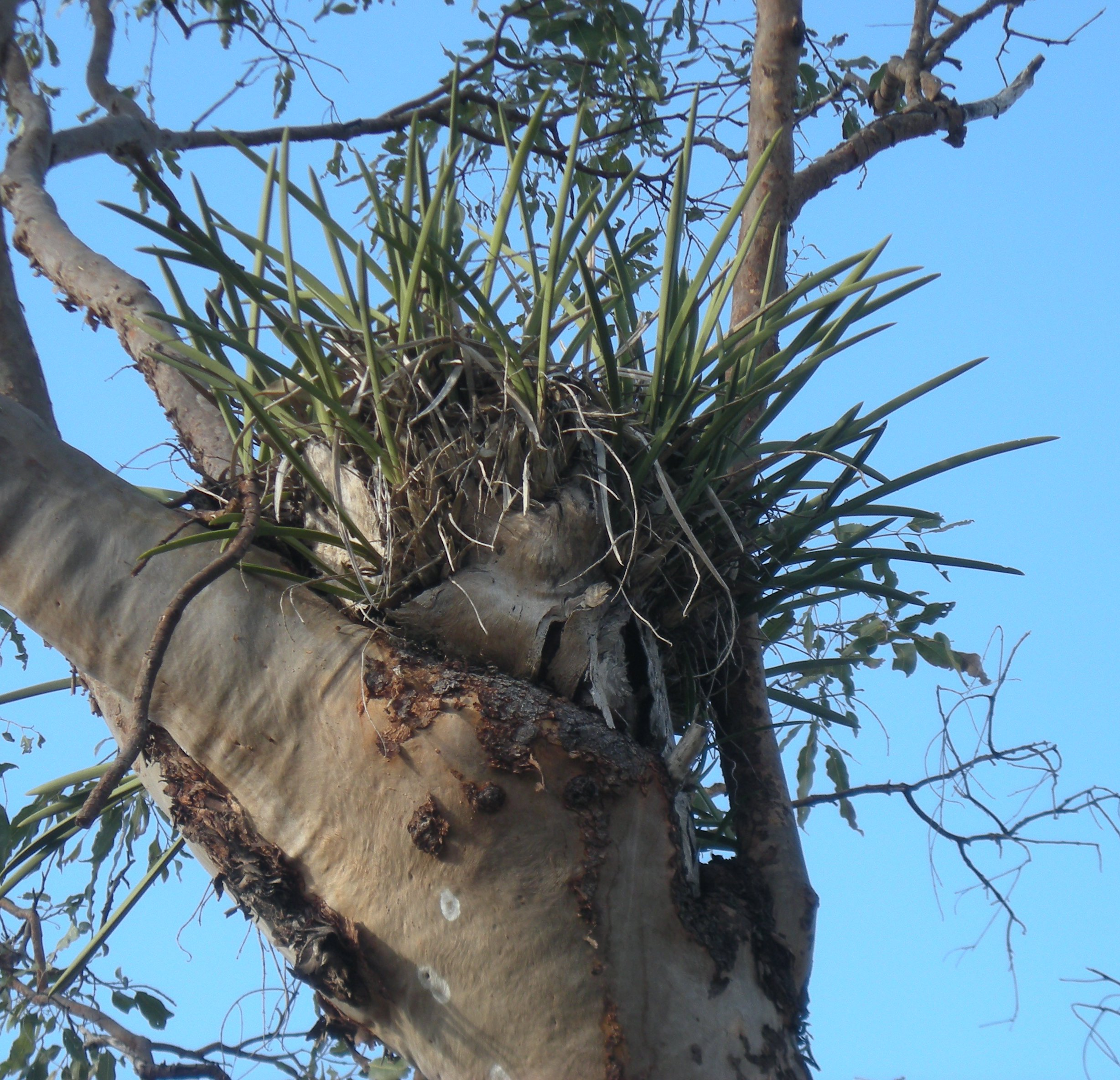
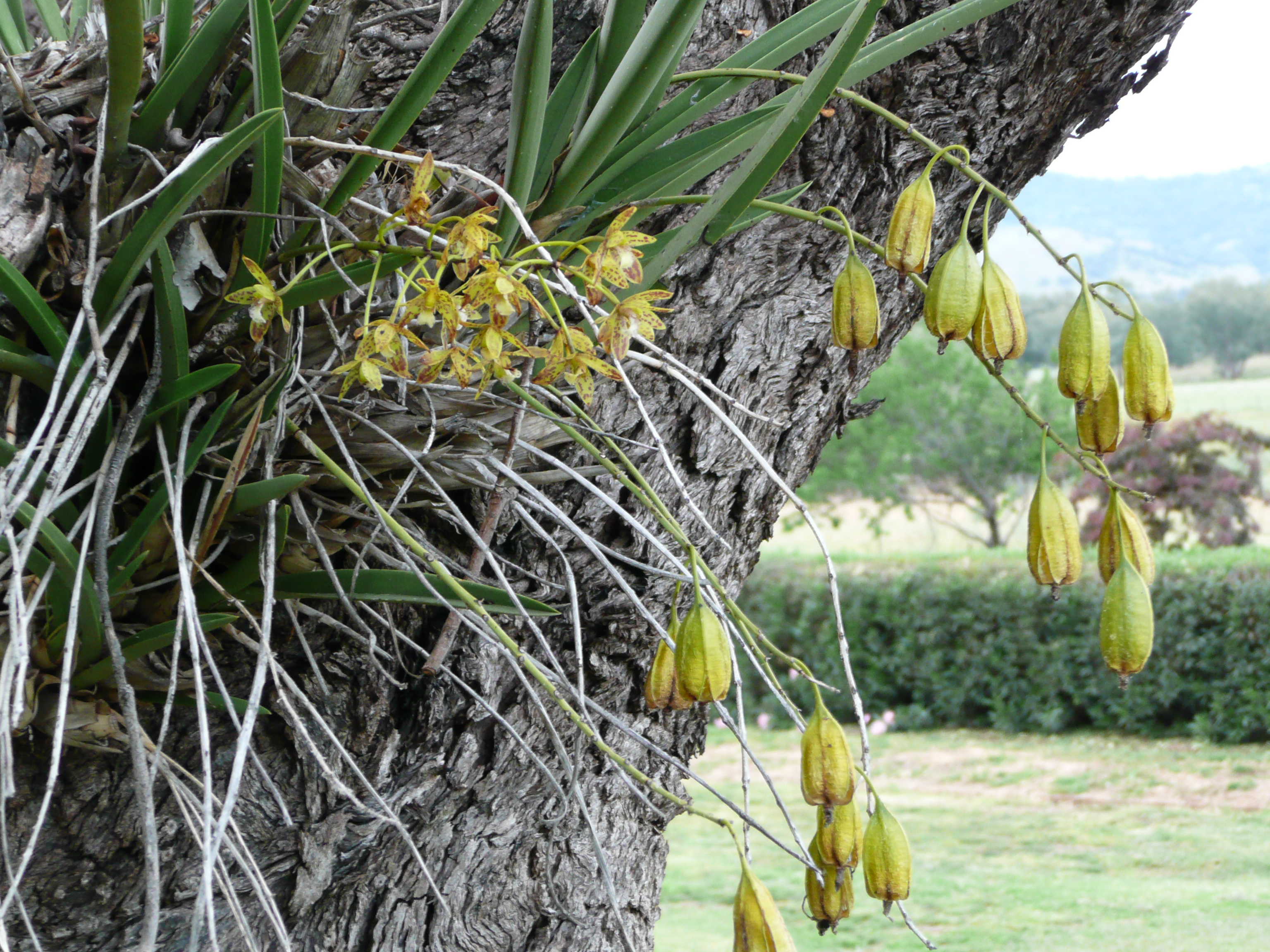
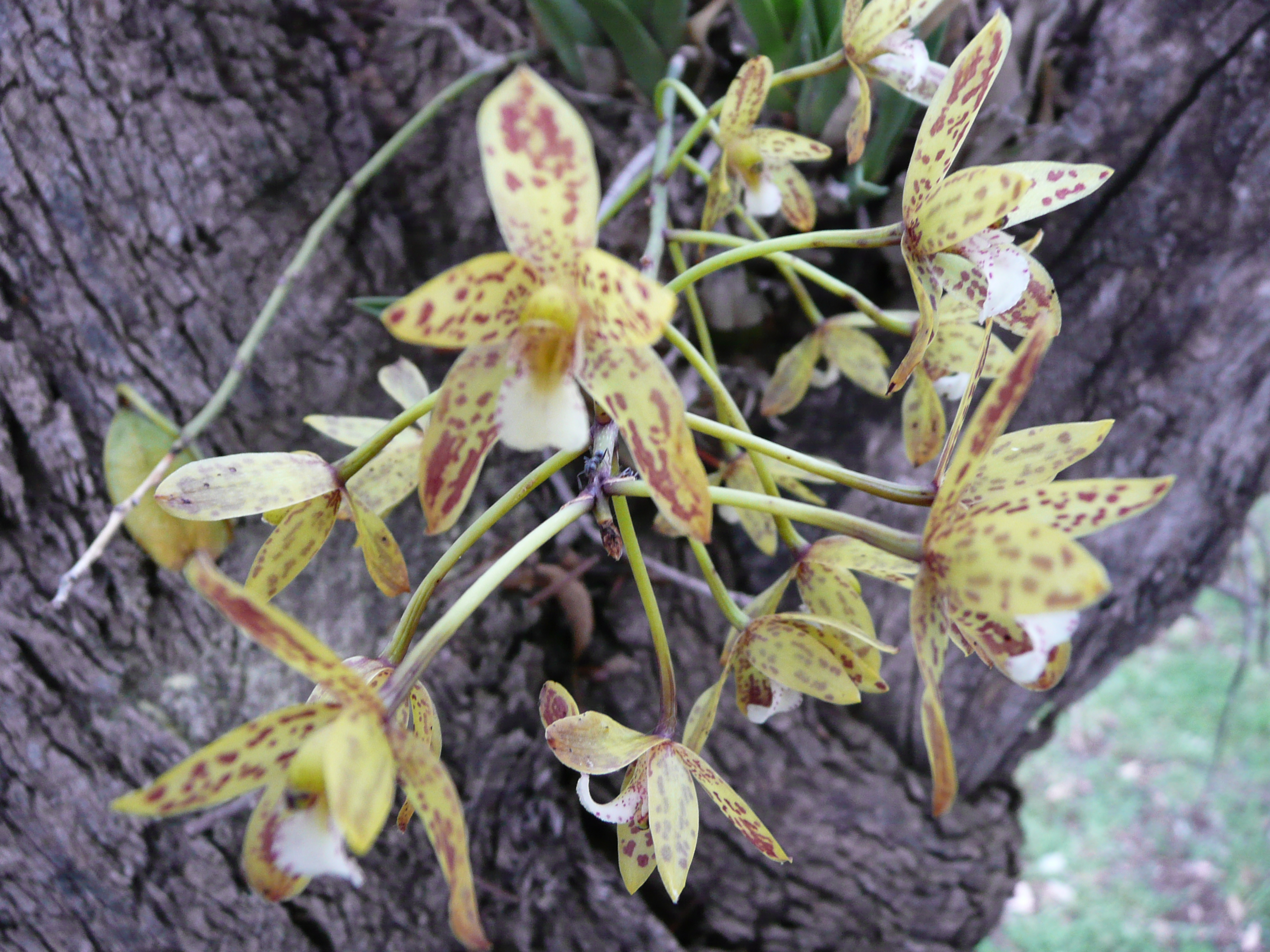
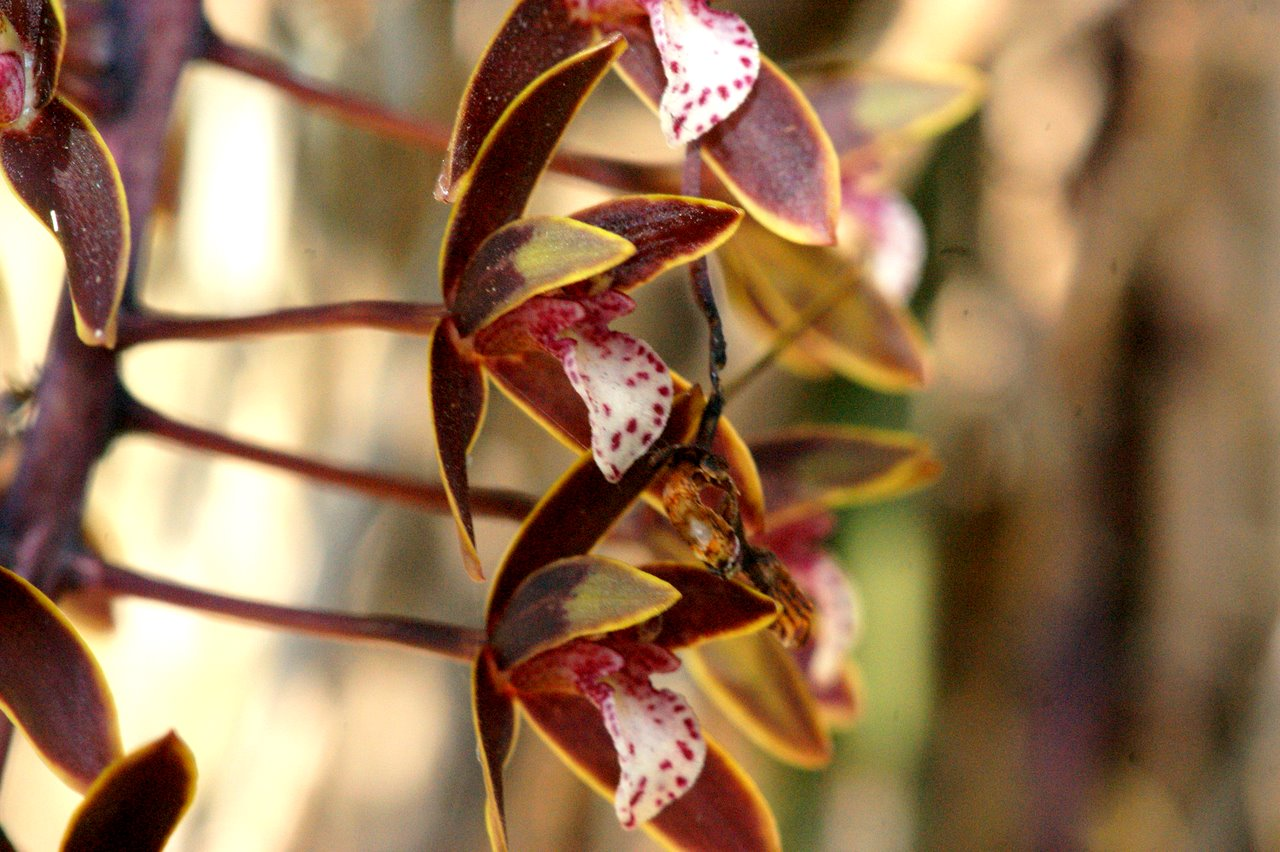
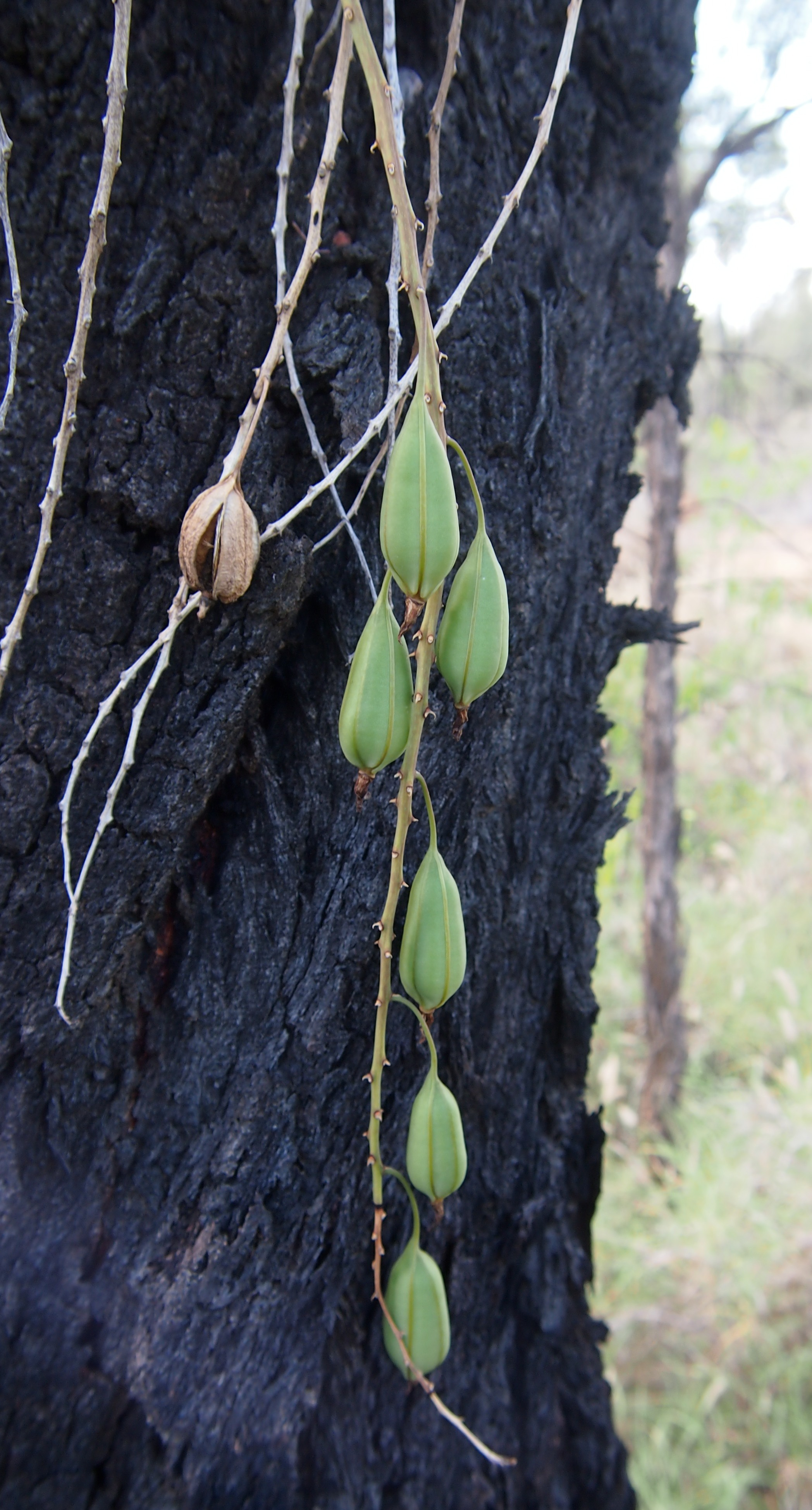
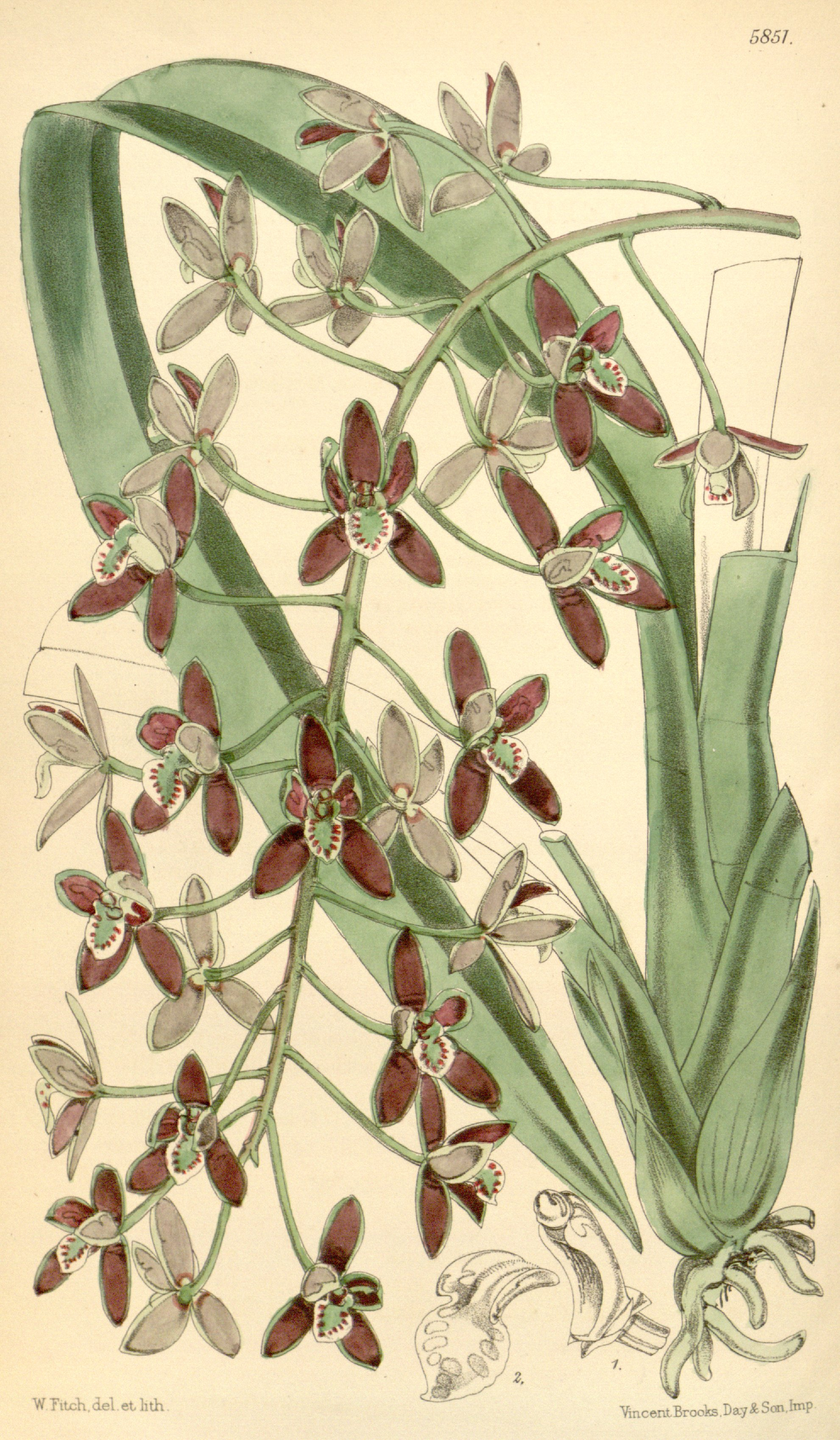